# Докучаєвська сільська рада
| Докучаєвська сільська рада — колишній орган місцевого самоврядування у Устинівському районі Кіровоградської області з адміністративним центром у с. Докучаєве. Сільській раді були підпорядковані населені пункти: - с. Докучаєве - с. Мальчевське - с. Медове |

## Склад ради
Рада складалася з 16 депутатів та голови.

### Керівний склад ради
| ПІБ                       | Основні відомості                                                                          | Дата обрання | Дата звільнення |
| ------------------------- | ------------------------------------------------------------------------------------------ | ------------ | --------------- |
| Сікорака Ігор Олексійович | Сільський голова, 1971 року народження, освіта                                             | 26.03.2006   | 31.10.2010      |
| Сікорака Ігор Олексійович | Сільський голова, 1971 року народження, освіта вища, член політичної партії 'Наша Україна' | 31.10.2010   |                 |

Примітка: таблиця складена за даними джерела

## Населення
Згідно з переписом УРСР 1989 року чисельність наявного населення сільської ради становила 1967 осіб, з яких 902 чоловіки та 1065 жінок.
За переписом населення України 2001 року в сільській раді мешкали 1662 особи.

### Мова
Розподіл населення за рідною мовою за даними перепису 2001 року:
| Мова       | Відсоток |
| ---------- | -------- |
| українська | 94,20 %  |
| російська  | 2,99 %   |
| вірменська | 1,25 %   |
| молдовська | 0,94 %   |
| білоруська | 0,62 %   |